# Брезє-при-Великій Долині
Брезє-при-Великій Долині (словен. Brezje pri Veliki Dolini) — поселення в общині Брежиці, Споднєпосавський регіон, Словенія. Висота над рівнем моря: 287,9 м.